# Huntley (Illinois)
Pour les articles homonymes, voir Huntley.
Huntley est un village des comtés de Kane et McHenry, en Illinois, aux États-Unis. Fondé en 1851, il est incorporé 
le 4 octobre 1872,. Lors du recensement de 2010, le village comptait une population de 24 291 habitants.

## Source de la traduction
- (en) Cet article est partiellement ou en totalité issu de l’article de Wikipédia en anglais intitulé « Huntley, Illinois » (voir la liste des auteurs).